# Captain Comic II: Fractured Reality
Captain Comic II: Fractured Reality è un videogioco del 1990, seguito di The Adventures of Captain Comic. A differenza del predecessore, che era freeware, Comic II venne distribuito commercialmente.

## Trama
In questa avventura Captain Comic, in ritorno dal pianeta Tambi, riceve un S.O.S. da un pianeta ancora inesplorato, e decide di rispondere.
Dopo aver parlato con il capo di una popolazione (che non è di quel pianeta, bensì di uno vicino che cercava una fonte di energia), scopre che 6 gemme che mantenevano l'ordine sul pianeta, sono state spostate, così da mostrare il loro terribile potere in altre 6 realtà che si sono collegate, cambiando l'ordine naturale delle cose.
Comic deve esplorare tanti luoghi, tra cui:
1. una foresta;
2. un laboratorio;
3. una miniera;
4. un tempio.

Dopo essere entrato nel tempio, deve attraversare 6 realtà diverse:
1. una foresta magica;
2. un mondo tecnologico;
3. un mondo ghiacciato;
4. un mondo dove c'è un temporale eterno;
5. delle rovine nel futuro;
6. il mondo dei sogni.

## Modalità di gioco
La grafica e il suono sono migliorati di poco rispetto al titolo precedente. I comandi di gioco non sono cambiati, ma sono state introdotte novità come la possibilità di andare sott'acqua, accedendo a zone altrimenti inaccessibili, e lo schermo che può scorrere anche verticalmente.
Sono presenti molte più armi. Comic ha a disposizione:
- le palline infuocate;
- un piccone;
- un jet per volare;
- una bacchetta magica.